# Congregatie der Marianen
De Congregatie der Marianen, voluit Priestercongregatie van Maria van de Onbevlekte Ontvangenis van de Gezegende Maagd Maria (Latijn: Congregatio Clericorum Marianorum ab Immaculata Conceptionis Beatissimae Virginis Mariae), afgekort tot MIC, is een oorspronkelijk Pools-Litouwse congregatie voor priesters in de Rooms-Katholieke Kerk, die merendeels actief zijn in het pastoraat, in het onderwijs en in de missie. Eind 2017 telde de congregatie 61 'huizen' en 452 leden, waarvan 320 priesters.